# Киёсимо (1944)

## Описание
«Киёсимо» (яп. 清霜, «Чистый иней») — эсминец типа «Югумо». Входящий в состав Императорского флота Японии. экипаж "Киёсимо" насчитывал 228 офицеров и рядовых. Корабли данного типа имели габариты: 119,17м в целом, с шириной 10,8м и осадкой 3,76м. Основное вооружение класса "Югумо" состояло из шести 127-миллиметровых орудий, способных подниматься на 75°. Однако как данный тип нельзя было использовать в качестве зенитных орудий в виду малой скорости поворота башен и малой скорострельности, да и систем ведения огня по воздушным целям не было.
Корабли также были вооружены восемью 610-миллиметровыми торпедными установками

## История
30 Июня 1944: Отбыл из Йокосуки, затем транспортным рейсом отправился в Чичи-Дзиму.
18-20 октября 1944: Сопровождал флот из Лингги в Бруней.
23-25 октября 1944: В битве у залива Лейте, эсминец был назначен в 1-й дивизионный ударный отряд. В ходе битвы Киёсимо получил повреждение в ходе авиаударов. Также в ходе битвы был потоплен линкор - Мусаси. Киёсимо спас выживших после того, как команда Мусаси покинула корабль. После битвы эсминец отправился на ремонт. Отремонтирован 8–12 ноября в Сингапуре.
26 декабря 1944 года Эсминец был уничтожен американским торпедным катером - PT-223, в 233 км к югу от столицы Филиппин - Манилы.
10 февраля 1945 года: Исключен из списка Военно-морских сил.